# Orycterocetus
Orycterocetus is een geslacht van uitgestorven potvissen, die in het Mioceen en Plioceen langs de kusten van het Amerikaanse continent leefden.

## Classificatie
Orycterocetus is een lid van de Physeteroidea die nauw verwant zijn aan de potvissen uit de kroongroep. De typesoort Orycterocetus quadratidens werd voor het eerst benoemd door Joseph Leidy op basis van twee tanden, twee gedeeltelijke mandibulaire rami en een rib uit afzettingen uit het Neogeen van Virginia. Later werden nog twee soorten beschreven, Orycterocetus cornutidens Leidy 1856 en Orycterocetus crocodilinus Edward Drinker Cope, 1868, de laatste uit de Calvertformatie uit het Midden-Mioceen.

## Fossiele vondsten
Het geslacht Orycterocetus omvat drie soorten:
- O. quadratidens: de typesoort is bekend uit de Yorktown-formatie in de Amerikaanse staat North Carolina, die dateert uit het Zanclien.
- O. cornutidens: ook deze soort is alleen bekend uit de Yorktown-formatie.
- O. crocodilinus: fossielen van deze soort zijn gevonden in België, Frankrijk en de Amerikaanse staten Maryland en Virginia.

Fossiel materiaal dat niet tot op soortniveau beschreven kon worden gevonden in Duitsland, Italië en Malta. Een tand van Orycterocetus is gevonden in de Curré-formatie in Costa Rica, die dateert uit het Laat-Mioceen.

## Kenmerken
Orycterocetus was een middelgrote potvis van ongeveer vier meter lang.